# اما ویلسون (قایقران قایق بادبانی)
اما ویلسون (انگلیسی: Emma Wilson; ۷ آوریل ۱۹۹۹) قایقران قایق بادبانی اهل بریتانیا است.